# Левченко Василь Дмитрович
Василь Дмитрович Левченко (11 січня 1952, село Соколівка Жашківського району Черкаської області — 4 серпня 2010, Київ) — український журналіст.

## Біографія
Змалку зазнав повоєнного лихоліття й матеріальної скрути: народився в багатодітній родині, зростав без батька з мамою. Підлітком, ще до закінчення школи, почав працювати в колгоспі. Після закінчення школи із золотою медаллю переїхав до Києва, де влаштувався слюсарем на Київському мотоциклетному заводі.
1978 року закінчив із червоним дипломом факультет журналістики Київського університету . Здобувши вищу освіту, два роки відслужив у війську офіцером.
Роботу почав у черкаській обласній газеті на посаді журналіста. В 1990-х роках брав участь у діяльності Народного Руху України, працював з В'ячеславом Чорноволом, був його прес-секретарем.
Вів передачі на радіо, телебаченні, член Національної спілки журналістів України.
2008 року призначений заступником головного редактора газети «Молодь України» (Київ). Останнім місцем роботи Левченка став телеканал «Інтер», де він взимку 2010 року був літературним редактором програми «Ранок з „Інтером“».
Пішов з життя після тривалої хвороби. 4 серпня 2010 року потрапив до реанімації з особливо важкою формою виразки, помер під час операції. Поховали Василя Левченка 7 серпня на малій батьківщині — в селі Соколівка Жашківського району Черкаської області.